# Новая Лебяжка
Новая Лебяжка — деревня в Петуховском районе Курганской области. Входит в состав Актабанского сельсовета.

## История
До 1917 года входила в состав Каменской волости Ишимского уезда Тобольской губернии. По данным на 1926 год состояла из 143 хозяйства. В административном отношении входила в состав Каменского сельсовета Петуховского района Ишимского округа Уральской области.

## Население
| 1989 | 2002 | 2010 |
| ---- | ---- | ---- |
| 160  | ↘88  | ↘31  |

По данным переписи 1926 года в деревне проживало 726 человек (357 мужчин и 369 женщин), в том числе: русские составляли 99 % населения.